# 灰色宣传
灰色宣传是心理战技巧的一种，它是指将通过把来源伪装成第三方来发布信息的方式。

## 例子
- 1978年12月19日，《中央日报》的副刊刊登了一个叫做“阮天仇”的越南难民的绝笔，上面写到了阮天仇的大哥死在越战的炮火中，侄儿在一场暴动中被流弹射死，九十三岁的老祖母与与七岁的侄女被越共“照顾”到饿死，绝口不提政治的父亲，却在斗争大会上被一棒一棒地打到死，三哥因为饥饿，忍不住吃了一个甘薯，结果被枪毙，大嫂死在监狱中，母亲在逃亡的时候被匪干推下海淹死，妻子逃亡在海上，结果被海盗射杀。剩下阮天仇与儿子文星，船在怒涛上飘流，难民们漂到一个珊瑚礁上，但儿子文星在第十三天痛苦地死去，其尸体也陆续被难民吃完，吃了文星的难民也陆续死亡，最后阮天仇也在珊瑚礁上等死，到了第四十二天之后才死亡。2003年，本文的“翻译者”朱桂于承认“阮天仇”为虚构的人物，《南海血书》是为其所编造，其目的为丑化共产主义的形象。